# Valea Sării
Valea Sării é uma comuna romena localizada no distrito de Vrancea, na região de Moldávia. A comuna possui uma área de 54.24 km² e sua população era de 2096 habitantes segundo o censo de 2007.